# Solenopsis lou
Solenopsis lou é uma espécie de formiga do gênero Solenopsis, pertencente à subfamília Myrmicinae.